# Skunk pruhovaný
Skunk pruhovaný (Mephitis mephitis), nazývaný někdy též skunk smradlavý, je šelma s charakteristickým černobílým zbarvením a způsobem obrany proti svým nepřátelům – využívá silně páchnoucího výměšku svých pachových žláz. Skunk se v nebezpečí obrátí proti vetřelci zády a je schopen vystříknout odporně zapáchající sekret pachových žláz až na vzdálenost 3,5 m a obvykle docela přesně zasáhne oči útočníka. Skunk se někdy chová jako domácí mazlíček, pachové žlázky se zvířatům odstraní.[zdroj⁠?!] Slovo skunk pochází ze severoamerického indiánského jazyka Abenaki (algonkinská jazyková rodina), kde má podobu seganku, což znamená „močící liška“.

## Popis
- délka: 35–40 cm
- délka ocasu: do 40 cm
- Hmotnost: 1,5–6 kg
- délka života: 7–10 let

## Areál výskytu

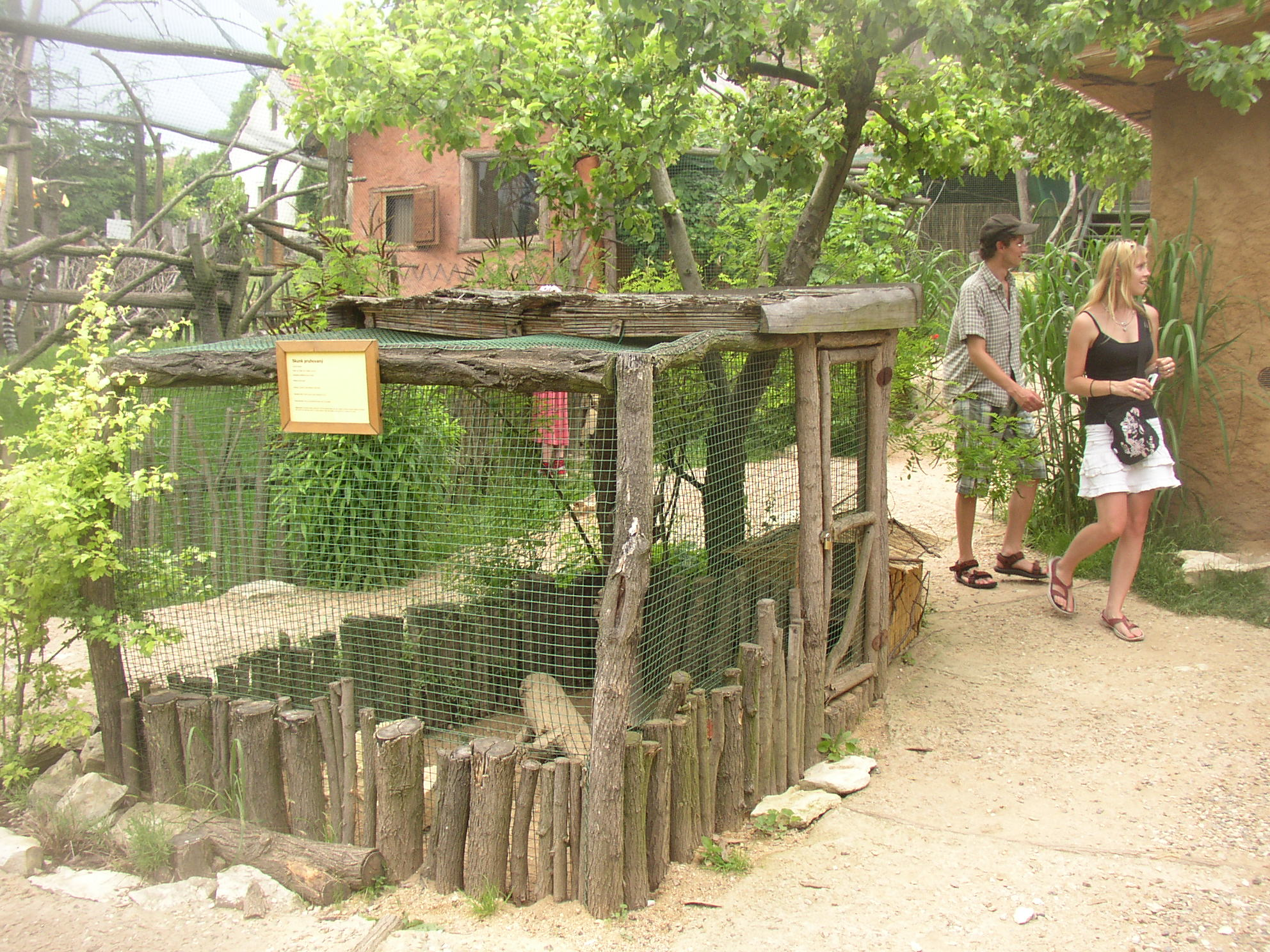

- Severní Amerika

## Potrava
Skunk pruhovaný je převážně masožravec, který se živí velkými druhy hmyzu a malými savci. Příležitostně nepohrdne ani mršinami, spadaným ovocem, oříšky a vajíčky ptáků hnízdících na zemi.

## Způsob života
Skunk pruhovaný je noční zvíře, které se přizpůsobilo životu s člověkem a žije mnohdy ve městech a vesnicích na zahradách. Ve volné přírodě je obyvatelem řídkých lesů.
Skunk má 5-6 mláďat. Samice je březí 2 měsíce. Malí skunkové se rodí slepí a hluší. Mláďata mohou zůstat s matkou v noře až jeden rok.